# DNA anotacija
DNA anotacija ili bilježenje genoma postupak je identificiranja mjesta gena i svih kodirajućih područja u genomu te određivanja onoga što ti geni rade. Anotacija (neovisno o kontekstu) je bilješka dodana u obliku objašnjenja ili komentara. Nakon što se genom sekvencira, potrebno ga je označiti kako bi imao smisla.
DNA bilješka, koja je prethodno bila nepoznati slijed prikaz genetskog materijala, obogaćena je podacima koji se odnose na genomski položaj na intron-egzon granicama, regulatornim sekvencama, ponavljanjem, imenima gena i proizvoda proteina. Ta bilješka pohranjuje se u genskim bazama podataka, kao što su Mouse Genome Informatics, FlyBase i WormBase. Edukativni materijali o nekim aspektima biološkog bilježenja, i sličnih događaja s anotacijskog kampa Gene Ontology iz 2006. godine, dostupni su na web stranici Gene Ontology.
Nacionalni centar za biomedicinsku ontologiju (www.bioontology.org) razvija alate za automatizirano bilježenje zapisa baze podataka na temelju tekstualnih opisa tih zapisa. 
Kao općenita metoda, dcGO ima automatizirani postupak za statističko zaključivanje povezanosti između ontoloških pojmova i proteinskih domena ili kombinacija domena iz postojećih anotacija na razini gena/proteina. 

## Postupak
Anotacija genoma sastoji se od tri glavna koraka:.
1. identificiranje dijelova genoma koji ne kodiraju proteine
2. identificiranje elemenata na genomu, proces koji se naziva predviđanje gena
3. dodavanje bioloških informacija tim elementima

Alati za pokušaj automatske anotacije pokušavaju izvesti te korake pomoću računalne analize, za razliku od ručnih zabilješki (kuracija) koje uključuju ljudsku stručnost. U idealnom slučaju, ti pristupi koegzistiraju i međusobno se nadopunjuju u istom nizu anotacija. 
Jednostavna metoda bilježenja gena oslanja se na alate za pretraživanje temeljene na homologiji, poput BLAST-a, u potrazi za homolognim genima u određenim bazama podataka; dobivene informacije se zatim koriste za označavanje gena i genoma. Međutim, kako se informacije dodaju na platformu anotacija, ručni bilježnici postaju sposobni dekonvolitirati odstupanja između gena kojima je dana ista anotacija. Neke baze podataka koriste informacije o kontekstu genoma, rezultate sličnosti, eksperimentalne podatke i integracije drugih resursa za pružanje anotacija o genomu kroz svoj Pristup podsustavima. Ostale baze podataka (npr. Ensembl ) oslanjaju se na izabrane izvore podataka kao i niz različitih softverskih alata u svom automatiziranom nizu za bilježenje genoma.
Strukturna napomena sastoji se od identifikacije genskih elemenata. 
- ORF-ovi i njihova lokalizacija
- struktura gena
- regije kodiranja
- mjesto regulatornih motiva

Funkcionalna napomena sastoji se od pridavanja bioloških informacija genomskim elementima. 
- biokemijska funkcija
- biološka funkcija
- uključena regulacija i interakcije
- ekspresija

Ovi koraci mogu uključivati i biološke eksperimente i in silico analizu. Pristupi temeljeni na proteogenomiji koriste informacije iz eksprimiranih proteina, često izvedenih iz masene spektrometrije, za poboljšanje genomskih anotacija.
Raznovrsni softverski alati razvijeni su kako bi znanstvenicima omogućili pregled i dijeljenje genomskih bilješki; na primjer MAKER. 
Bilježenje genoma ostaje glavni izazov znanstvenicima koji istražuju ljudski genom, sada kada su sekvence genoma više od tisuću ljudskih jedinki (Projekt 100 000 genoma, Velika Britanija) i nekoliko modelnih organizama uglavnom dovršene. Identificiranje mjesta gena i drugih elemenata genetske kontrole često se opisuje kao definiranje biološkog "popisa dijelova" za sastavljanje i normalan rad organizma. Znanstvenici su još uvijek u ranoj fazi definiranja ovog popisa dijelova i razumijevanja kako se svi dijelovi "spajaju jedan s drugim".
Bilježenje genoma aktivno je područje istraživanja i uključuje niz različitih organizacija u zajednici nauka o životu koje svoje napore objavljuju u javno dostupnim biološkim bazama podataka dostupnim putem weba i drugih elektroničkih sredstava. Ovdje je abecedni popis tekućih projekata relevantnih za označavanje genoma: 
- Enciklopedija elemenata DNA (ENCODE)
- Entrez Gene
- Ensembl
- GENCODE]
- Gene Ontology konzorcij
- GeneRIF
- RefSeq
- Uniprot
- Projekt za označavanje kralježnjaka i genoma (Vega)

Na Wikipediji se anotacija genoma počela automatizirati pod pokroviteljstvom Gene Wiki portala koji upravlja robotom koji skuplja genske podatke iz istraživačkih baza podataka i na toj osnovi stvara gene.